# Fredric March
Fredric March, pseudonimo di Ernest Frederick McIntyre Bickel (Racine, 31 agosto 1897 – Los Angeles, 14 aprile 1975), è stato un attore statunitense.

## Biografia
Figlio dell'insegnante Cora Brown Marcher e di John F. Bickel, commerciante all'ingrosso, prima di diventare attore lavorò in banca, ma abbandonò in seguito ad un'appendicectomia che gli fece cambiare strada professionale. Raccolse l'eredità di John Gilbert e John Barrymore nelle parti di amante di bell'aspetto. Si orientò poi verso personaggi moderni, generalmente appartenenti all'alta borghesia, interpretati con incisività e realismo.
Vigoroso attore teatrale, fu uno dei più grandi interpreti del repertorio contemporaneo americano, portando sulle scene opere di rilievo come The American Way di George S. Kaufman e Moss Hart, La famiglia Antrobus di Thornton Wilder, Una campana per Adano di Paul Osborn, Un nemico del popolo di Henrik Ibsen, Lungo viaggio verso la notte di Eugene O'Neill.
Alto, bruno, affascinante, ebbe il suo periodo di maggiore popolarità dal 1931 al 1938, divenendo l'idolo del pubblico femminile, in ruoli di derivazione storica o letteraria, da Il dottor Jekyll (1931), per il quale vinse l'Oscar, a Catene, a Il segno della croce, entrambi prodotti nel 1932. Sempre su questa linea, durante gli anni trenta fu l'interprete di film come La morte in vacanza (1934), Gli amori di Benvenuto Cellini (1934), La famiglia Barrett (1934), Resurrezione (1934), Il sergente di ferro (1935), da I miserabili di Victor Hugo, Anna Karenina (1935), Maria di Scozia (1936), nei quali ebbe come partner le attrici più affermate del momento: Greta Garbo, Miriam Hopkins, Norma Shearer, Merle Oberon, Carole Lombard, Katharine Hepburn, Olivia de Havilland.
Diede prove positive anche in parti di realismo drammatico, come in L'angelo delle tenebre (1935), È nata una stella (1937), Così finisce la nostra notte (1941), o di insospettata crudezza, in Le vie della gloria (1936), o, ancora, di attore brillante, in Partita a quattro (1933), Nulla sul serio (1937), Ho sposato una strega (1942). Abbandonate le parti di attor giovane, ottenne ancora lusinghieri successi in ruoli di maturo protagonista, come ne I migliori anni della nostra vita (1946), per il quale vinse un secondo Oscar al miglior attore, e Morte di un commesso viaggiatore (1951), diventando successivamente uno dei caratteristi più espressivi dello schermo, con ruoli nei film La sete del potere (1954), I ponti di Toko-Ri e Ore disperate (entrambi del 1955), L'uomo dal vestito grigio (1956), I sequestrati di Altona (1962), Sette giorni a maggio (1964). Sposato dal 1927 con l'attrice Florence Eldridge, morì nel 1975 per un tumore.

## Filmografia
- The Great Adventure, regia di Kenneth S. Webb (1921) (non accreditato)
- The Devil, regia di James Young (1921) (non accreditato)
- Paying the Piper, regia di George Fitzmaurice (1921)
- The Education of Elizabeth, regia di Edward Dillon (1921) (non accreditato)
- The Dummy, regia di Robert Milton (1929)
- L'allegra brigata (The Wild Party), regia di Dorothy Arzner (1929)
- The Studio Murder Mystery, regia di Frank Tuttle (1929)
- Paris Bound, regia di Edward H. Griffith (1929)
- Jealousy, regia di Jean de Limur (1929)
- Footlights and Fools, regia di William A. Seiter (1929)
- The Marriage Playground, regia di Lothar Mendes (1929)
- Sarah and Son, regia di Dorothy Arzner (1930)
- Paramount Revue (Paramount on Parade), regia di Dorothy Arzner e Otto Brower (1930)
- Ladies Love Brutes, regia di Rowland V. Lee (1930)
- True to the Navy, regia di Frank Tuttle (1930)
- Manslaughter, regia di George Abbott (1930)
- Laughter, regia di Harry d'Abbadie d'Arrast (1930)
- La famiglia reale di Broadway (The Royal Family of Broadway), regia di George Cukor e Cyril Gardner (1930)
- Honor Among Lovers, regia di Dorothy Arzner (1931)
- L'angelo della notte (Night Angel), regia di Edmund Goulding (1931)
- My Sin, regia di George Abbott (1931)
- Il dottor Jekyll (Dr. Jekyll and Mr. Hyde), regia di Rouben Mamoulian (1931)
- L'usurpatore (Strangers in Love), regia di Lothar Mendes (1932)
- Merrily We Go to Hell, regia di Dorothy Arzner (1932)
- Hollywood on Parade No. A-1, regia di Louis Lewyn (1932)
- Catene (Smilin' Through), regia di Sidney Franklin (1932)
- Il segno della croce (The Sign of the Cross), regia di Cecil B. DeMille (1932)
- La principessa Nadia (Tonight Is Ours), regia di Stuart Walker (1933)
- L'aquila e il falco (The Eagle and the Hawk), regia di Stuart Walker (1933)
- Partita a quattro (Design for Living), regia di Ernst Lubitsch (1933)
- All of Me, regia di James Flood (1934)
- Good Dame, regia di Marion Gering (1934)
- La morte in vacanza (Death Takes a Holiday), regia di Mitchell Leisen (1934)
- Gli amori di Benvenuto Cellini (The Affairs of Cellini), regia di Gregory La Cava (1934)
- La famiglia Barrett (The Barrets of Wimpole Street), regia di Sidney Franklin (1934)
- Resurrezione (We Live Again), regia di Rouben Mamoulian (1934)
- Il sergente di ferro (Les Misérables), regia di Richard Boleslawski (1935)
- Anna Karenina, regia di Clarence Brown (1935)
- L'angelo delle tenebre (The Dark Angel), regia di Sidney Franklin (1935)
- Le vie della gloria (The Road to Glory), regia di Howard Hawks (1936)
- Maria di Scozia (Mary of Scotland), regia di John Ford (1936)
- Avorio nero (Anthony Adverse), regia di Mervyn LeRoy (1936)
- È nata una stella (A Star Is Born), regia di William A. Wellman (1937)
- Nulla sul serio (Nothing Sacred), regia di William A. Wellman (1937)
- I filibustieri (The Buccaneer), regia di Cecil B. De Mille (1938)
- L'amore bussa tre volte (There Goes My Heart), regia di Norman Z. McLeod (1938)
- Crociera d'amore (Trade Winds), regia di Tay Garnett (1938)
- Peccatrici folli (Susan and God), regia di George Cukor (1940)
- Vittoria (Victory), regia di John Cromwell (1940)
- Così finisce la nostra notte (So Ends Our Night), regia di John Cromwell (1941)
- Un piede in paradiso (One Foot in Heaven), regia di Irving Rapper (1941)
- Accadde una sera (Bedtime Story), regia di Alexander Hall (1941)
- Ho sposato una strega (I Married a Witch), regia di René Clair (1942)
- Il pilota del Mississippi (The Adventures of Mark Twain), regia di Irving Rapper (1944)
- ...e domani il mondo (Tomorrow, the World!), regia di Leslie Fenton (1944)
- I migliori anni della nostra vita (The Best Years of Our Lives), regia di William Wyler (1946)
- Un'altra parte della foresta (Another Part of the Forest), regia di Michael Gordon (1948)
- Il delitto del giudice (An Act of Murder), regia di Michael Gordon (1948)
- Cristoforo Colombo (Christopher Columbus), regia di David MacDonald (1949)
- It's a Big Country, regia di Clarence Brown e Don Hartman (1951)
- Morte di un commesso viaggiatore (Death of a Salesman), regia di László Benedek (1951)
- Salto mortale (Man on a Tightrope), regia di Elia Kazan (1953)
- La sete del potere (Executive Suite), regia di Robert Wise (1954)
- I ponti di Toko-Ri (The Bridges at Toko-Ri), regia di Mark Robson (1954)
- Ore disperate (The Desperate Hours), regia di William Wyler (1955)
- Alessandro il Grande (Alexander the Great), regia di Robert Rossen (1956)
- L'uomo dal vestito grigio (The Man in the Gray Flannel Suit), regia di Nunnally Johnson (1956)
- Nel mezzo della notte (Middle of the Night), regia di Delbert Mann (1959)
- ...e l'uomo creò Satana (Inherit the Wind), regia di Stanley Kramer (1960)
- Giorni senza fine (The Young Doctors), regia di Phil Karlson (1961)
- I sequestrati di Altona , regia di Vittorio De Sica (1962)
- Sette giorni a maggio (Seven Days in May), regia di John Frankenheimer (1964)
- Hombre, regia di Martin Ritt (1967)
- Tick... tick... tick... esplode la violenza (...tick...tick...tick...), regia di Ralph Nelson (1970)
- The Iceman Cometh, regia di John Frankenheimer (1973)

## Riconoscimenti
- Premio Oscar
  - 1931 – Candidatura al miglior attore per La famiglia reale di Broadway
  - 1932 – Miglior attore per Il dottor Jekyll
  - 1938 – Candidatura al miglior attore protagonista per È nata una stella
  - 1947 – Miglior attore per I migliori anni della nostra vita
  - 1952 – Candidatura al miglior attore protagonista per Morte di un commesso viaggiatore

- Golden Globe
  - 1952 – Miglior attore in un film drammatico per Morte di un commesso viaggiatore
  - 1960 – Candidatura al miglior attore in un film drammatico per Nel mezzo della notte
  - 1965 – Candidatura al miglior attore in un film drammatico per Sette giorni a maggio

- Mostra internazionale d'arte cinematografica di Venezia
1932 – Miglior attore per Il dottor Jekyll
1952 – Coppa Volpi al miglior attore per Morte di un commesso viaggiatore
1954 – Premio speciale della giuria per La sete del potere (condiviso con tutto il cast)
- Festival internazionale del cinema di Berlino
1960 – Orso d'argento per il miglior attore per ...e l'uomo creò Satana
- BAFTA Awards
1953 – Candidatura per il miglior attore straniero per Morte di un commesso viaggiatore
1955 – Candidatura per il miglior attore straniero per La sete del potere
1961 – Candidatura per il miglior attore straniero per ...e l'uomo creò Satana
- New York Film Critics Circle Awards
1946 – Candidatura per il miglior attore per I migliori anni della nostra vita
- David di Donatello
1964 – Miglior attore straniero per Sette giorni a maggio

## Doppiatori italiani
- Giulio Panicali in Il segno della croce (ridoppiaggio), Gli amori di Benvenuto Cellini, La famiglia Barrett, Anna Karenina, L'angelo delle tenebre, Maria di Scozia, L'amore bussa tre volte, Peccatrici folli, Così finisce la nostra notte, Un piede in paradiso
- Sandro Ruffini in Ho sposato una strega (Wallace Wolley), I migliori anni della nostra vita, Un'altra parte della foresta, Il delitto del giudice, Cristoforo Colombo, Morte di un commesso viaggiatore, Salto mortale
- Luigi Pavese in I ponti di Toko-Ri, Ore disperate, Alessandro il Grande
- Augusto Marcacci in Avorio nero, L'uomo dal vestito grigio
- Giorgio Capecchi in Ho sposato una strega (un antenato di Wallace), Sette giorni a maggio
- Bruno Persa in La sete del potere, Hombre
- Emilio Cigoli in Nel mezzo della notte, ...e l'uomo creò Satana
- Pino Colizzi in Partita a quattro (ridoppiaggio), Anna Karenina (2º ridoppiaggio 1983)
- Olinto Cristina in Il dottor Jekyll
- Franco Schirato in Il segno della croce
- Corrado Racca in I filibustieri
- Arnoldo Foà in I sequestrati di Altona
- Antonio Guidi in Tick... tick... tick... esplode la violenza
- Sandro Iovino in L'aquila e il falco (ridoppiaggio)
- Michele Kalamera in Resurrezione (ridoppiaggio)
- Ivo Garrani in Anna Karenina (1º ridoppiaggio 1952)
- Pino Locchi in L'angelo delle tenebre (ridoppiaggio)
- Saverio Indrio in È nata una stella (ridoppiaggio)
- Carlo Sabatini in Nulla sul serio (ridoppiaggio)
- Sergio Graziani in I migliori anni della nostra vita (ridoppiaggio 1973)